# Ottonville
Ottonville (Duits: Ottendorf im Lothringen ) is een gemeente in het Franse departement Moselle (regio Grand Est) en telt 384 inwoners (1999). De plaats maakt deel uit van het arrondissement Forbach-Boulay-Moselle.

## Geografie
De oppervlakte van Ottonville bedraagt 15,4 km², de bevolkingsdichtheid is 24,9 inwoners per km².
De onderstaande kaart toont de ligging van Ottonville met de belangrijkste infrastructuur en aangrenzende gemeenten.

## Demografie
Onderstaande figuur toont het verloop van het inwonertal (bron: INSEE-tellingen).

Bannay · Bettange · Bionville-sur-Nied · Bisten-en-Lorraine · Boulay-Moselle · Brouck · Condé-Northen · Coume · Creutzwald · Denting · Éblange · Gomelange · Guerting · Guinkirchen · Ham-sous-Varsberg · Helstroff · Hinckange · Mégange · Momerstroff · Narbéfontaine · Niedervisse · Obervisse · Ottonville · Piblange · Roupeldange · Téterchen · Valmunster · Varize · Varsberg · Velving · Volmerange-lès-Boulay
1. ↑  Populations de référence 2022.